# والتر بندر
والتر بندر (انگلیسی: Walter Bender؛ زادهٔ ۱۹۵۶) یک تکنولوژیست و محقق که در زمینه چاپ و نشر الکترونیکی، رسانه‌ها و فناوری برای یادگیری کار می‌کند. بندر فارغ‌التحصیل از آزمایشگاه رسانه‌ای MIT است. او در بین سال‌های ۲۰۰۰ تا ۲۰۰۶ مدیر اجرایی بوده و از سال ۲۰۰۶ تا سال ۲۰۰۸ رئیس نرم‌افزار و محتوا در یک رایانه همراه برای هر کودک که در آن او هماهنگ‌کننده توسعه نرم‌افزار و محتوا از جمله رابط شکر (محیط میزکار) برای کامپیوتر ماشین ایکس‌او-۱ کودکان بود.